# Paramantispa wagneri
Paramantispa wagneri är en insektsart som först beskrevs av Navás 1909.  Paramantispa wagneri ingår i släktet Paramantispa och familjen fångsländor. Inga underarter finns listade i Catalogue of Life.